# Buraka Som Sistema
Buraka Som Sistema is een Portugese muziekgroep die dancemuziek maakt. De nummers zijn vaak beïnvloed door Kuduro en Zoukmuziek. In Nederland zijn ze vooral bekend van het nummer "Kalemba" (Wegue Wegue) dat ook gebruikt werd in FIFA 10. In 2010 won Buraka Som Sistema een European Border Breakers Award. De European Border Breakers Awards zijn prijzen die jaarlijks worden uitgereikt aan tien jonge veelbelovende Europese artiesten die het jaar ervoor succesvol buiten de eigen landsgrenzen debuteerden.

## Discografie

### Albums
- 2006 - From Buraka to the World (EP)
- 2008 - Black Diamond
- 2011 - Komba
- 2014 - Buraka

### Singles
- 2007 - "Yah"
- 2007 - "Wawaba (v. 1.8)"
- 2008 - "Sound of Kuduro"
- 2008 - "Kalemba" (Wegue Wegue)
- 2009 - "Aqui Para Vocês"
- 2011 - "Hangover" (BaBaBa)
- 2011 - (We Stay) "Up All Night"
- 2012 - "Tira o pe"
- 2014 - "In a minute"